# Gleb Wiktorowitsch Klimenko
Gleb Wiktorowitsch Klimenko (russisch Глеб Викторович Клименко; * 28. Juli 1983 in Chabarowsk, Russische SFSR) ist ein russischer Eishockeyspieler, der seit November 2016 beim HK Njoman Hrodna in der belarussischen Extraliga unter Vertrag steht.

## Karriere
Gleb Klimenko begann seine Karriere als Eishockeyspieler bei in der drittklassigen Perwaja Liga, in der er von 1998 bis 2000 für die Zweitvertretungen von Sewerstal Tscherepowez und SKA Sankt Petersburg aktiv war. Anschließend gab er in der Saison 2001/02 für die Profimannschaft des HK Lipezk sein Debüt in der zweitklassigen Wysschaja Liga. Auch in der folgenden Spielzeit blieb der Angreifer in der Wysschaja Liga, in der er für Torpedo Nischni Nowgorod und Neftjanik Leninogorsk auflief. Von 2003 bis 2007 stand Klimenko beim Zweitligisten HK Belgorod unter Vertrag. In diesem Zeitraum lief er parallel auch immer wieder für andere Mannschaften auf.
Nachdem er auch die Saison 2007/08 beim HK Belgorod begonnen hatte, wechselte der Russe zu Witjas Tschechow in die russische Superliga, wobei er die Mannschaft bereits wieder während der folgenden Spielzeit in der neugegründeten Kontinentalen Hockey-Liga verließ, um für deren Ligarivalen Ak Bars Kasan zu spielen, mit denen er in der Saison 2008/09 erstmals in seiner Laufbahn Russischer Meister wurde. Zur Saison 2009/10 kehrte er nach Tschechow zurück. Ab Januar 2010 stand er erneut bei SKA Sankt Petersburg unter Vertrag. Im Januar 2011 wechselte er innerhalb der KHL zum HK Metallurg Magnitogorsk, mit dem er in den Playoffs um den Gagarin Cup erst im Konferenz-Finale unterlag. Zur Saison 2011/12 unterschrieb er erneut einen Vertrag beim SKA Sankt Petersburg.
Mitte der Saison 2012/13 wurde Klimenko zunächst an Atlant Mytischtschi ausgeliehen, ehe er im Mai 2013 zusammen mit Sergei Monachow, den KHL-Rechten an Sven Bärtschi sowie einer Ausgleichszahlung im Tausch gegen Jewgeni Ketow an Sewerstal Tscherepowez abgegeben wurde. Auch bei Sewerstal blieb er nicht lange, da er im Oktober 2013 gegen Pawel Tschernow vom HK Witjas Podolsk eingetauscht wurde. Nach dem Ende der Saison 2013/14 wechselte er erneut den Klub, als er von Neftechimik Nischnekamsk verpflichtet wurde, schon Ende Dezember des gleichen Jahres jedoch an Awtomobilist Jekaterinburg abgegeben wurde. Dort spielte er bis zum Saisonende, ehe seine KHL-Rechte an den SKA Sankt Petersburg gingen, die dieser im Juli an den HK Spartak Moskau weitergab.

## Erfolge und Auszeichnungen
- 2009 Gagarin-Pokal-Gewinn mit Ak Bars Kasan
- 2010 Spengler-Cup-Gewinn mit dem SKA Sankt Petersburg
- 2011 KHL-Stürmer des Monats März

## KHL-Statistik
(Stand: Ende der Saison 2010/11)